# Psophocichla litsitsirupa
Psophocichla litsitsirupa là một loài chim trong họ Turdidae.
Loài này sinh sống ở Đông và Nam châu Phi.